# Tacyba
Tacyba is een kevergeslacht uit de familie van de boktorren (Cerambycidae). De wetenschappelijke naam van het geslacht werd voor het eerst geldig gepubliceerd in 2002 door Napp & Martins.

## Soorten
Tacyba is monotypisch en omvat slechts de volgende soort:
- Tacyba tenuis (Blanchard, 1851)